# Ellipteroides (Ptilostenodes) ptilostenellus
Ellipteroides (Ptilostenodes) ptilostenellus is een tweevleugelige uit de familie steltmuggen (Limoniidae). De soort komt voor in het Oriëntaals gebied.